# Irish Open (Badminton)
Die Irish Open oder Internationalen Meisterschaften von Irland bzw. Irish International sind eines der ältesten internationalen Badmintonturniere der Welt. Sie fanden erstmals 1902 statt, wurden jedoch durch die beiden Weltkriege unterbrochen. 2013 werden die Titelkämpfe zum 100. Mal ausgetragen. Nationale Titelkämpfe gibt es in Irland seit 1912. 2012 wurde erstmals die niederrangigere Irish Future Series ausgetragen, mit welcher die Irish Open nicht zu verwechseln sind.

## Die Sieger
| Saison      | Herreneinzel                | Dameneinzel         | Herrendoppel                                 | Damendoppel                              | Mixed                                      |
| ----------- | --------------------------- | ------------------- | -------------------------------------------- | ---------------------------------------- | ------------------------------------------ |
| 1902        | Blayney Hamilton            | nicht ausgetragen   | Willoughby Hamilton Blayney Hamilton         | nicht ausgetragen                        | Blayney Hamilton R. H. Goff                |
| 1903        | Blayney Hamilton            | nicht ausgetragen   | G. Lucas R. D. Marshall                      | Meriel Lucas Mabel Hardy                 | L. U. Ransford Mabel Hardy                 |
| 1904        | Blayney Hamilton            | nicht ausgetragen   | Blayney Hamilton Thomas D. Good              | Meriel Lucas Ethel B. Thomson            | L. U. Ransford Mabel Hardy                 |
| 1905        | Henry Norman Marrett        | nicht ausgetragen   | Henry Norman Marrett Albert Davis Prebble    | Meriel Lucas Ethel B. Thomson            | Norman Wood Hazel Hogarth                  |
| 1906        | Henry Norman Marrett        | nicht ausgetragen   | Henry Norman Marrett Albert Davis Prebble    | nicht ausgetragen                        | Norman Wood Hazel Hogarth                  |
| 1907        | Arthur Cave                 | nicht ausgetragen   | Blayney Hamilton Thomas D. Good              | Hazel Hogarth Mary K. Bateman            | Norman Wood Hazel Hogarth                  |
| 1908        | Arthur Cave                 | nicht ausgetragen   | Blayney Hamilton Thomas D. Good              | Meriel Lucas Margaret Larminie           | Blayney Hamilton Meriel Lucas              |
| 1909        | Arthur Cave                 | nicht ausgetragen   | Frank Chesterton George Alan Thomas          | Hazel Hogarth Mary K. Bateman            | George Alan Thomas Hazel Hogarth           |
| 1910        | Frank Chesterton            | nicht ausgetragen   | Frank Chesterton George Alan Thomas          | Mary K. Bateman Margaret Larminie        | George Alan Thomas Margaret Larminie       |
| 1911        | George Alan Thomas          | nicht ausgetragen   | Guy Sautter George Alan Thomas               | Lavinia Clara Radeglia Margaret Larminie | George Alan Thomas Margaret Larminie       |
| 1912        | Guy Sautter                 | nicht ausgetragen   | Guy Sautter George Alan Thomas               | Lavinia Clara Radeglia Margaret Tragett  | George Alan Thomas Margaret Tragett        |
| 1913        | George Alan Thomas          | nicht ausgetragen   | Guy Sautter George Alan Thomas               | Robert Plews Margaret Tragett            | Guy Sautter Hazel Hogarth                  |
| 1914        | George Alan Thomas          | nicht ausgetragen   | Robert Plews George Alan Thomas              | Lavinia Clara Radeglia C. Pearson        | George Alan Thomas Hazel Hogarth           |
| 1915 – 1919 | nicht ausgetragen           | nicht ausgetragen   | nicht ausgetragen                            | nicht ausgetragen                        | nicht ausgetragen                          |
| 1920        | George Alan Thomas          | nicht ausgetragen   | Frederick A. Kennedy Bob Lambert             | Hazel Hogarth Lavinia Clara Radeglia     | George Alan Thomas Hazel Hogarth           |
| 1921        | George Alan Thomas          | nicht ausgetragen   | Frank Devlin Robert Plews                    | Hazel Hogarth E. F. Stewart              | George Alan Thomas Hazel Hogarth           |
| 1922        | Guy Sautter                 | nicht ausgetragen   | G. S. B. Mack George Alan Thomas             | Marjorie Barrett Kitty McKane            | Guy Sautter Eveline Peterson               |
| 1923        | G. S. B. Mack               | nicht ausgetragen   | G. S. B. Mack George Alan Thomas             | D. Pilkington D. Anderson                | Frank Devlin E. F. Stewart                 |
| 1924        | Frank Devlin                | Marian Horsley      | G. S. B. Mack George Alan Thomas             | A. M. Head Kitty McKane                  | G. S. B. Mack Margaret Tragett             |
| 1925        | G. S. B. Mack               | Margaret Tragett    | G. S. B. Mack R. A. J. Goff                  | A. M. Head M. Homan                      | G. S. B. Mack Margaret Tragett             |
| 1926        | Frank Devlin                | Margaret Tragett    | Raoul du Roveray George Alan Thomas          | Marian Horsley Violet Elton              | Frank Hodge Violet Elton                   |
| 1927        | George Alan Thomas          | D. Pilkington       | G. S. B. Mack George Alan Thomas             | D. Pilkington Ada Good                   | G. S. B. Mack A. M. Head                   |
| 1928        | Albert Edward Harbot        | Marjorie Barrett    | Albert Edward Harbot George Alan Thomas      | Marjorie Barrett Violet Elton            | Albert Edward Harbot Violet Elton          |
| 1929        | Willoughby Hamilton         | Derreen Good        | J. D. M. McCallum George Alan Thomas         | D. Pilkington Ada Good                   | James Barr C. T. Duncan                    |
| 1930        | Willoughby Hamilton         | Betty Uber          | Herbert S. Uber Donald C. Hume               | Marian Horsley Betty Uber                | Herbert S. Uber Betty Uber                 |
| 1931        | Willoughby Hamilton         | Marian Horsley      | G. S. B. Mack Frank Devlin                   | Marian Horsley C. T. Duncan              | Frank Devlin Marian Horsley                |
| 1932        | Raymond M. White            | Betty Uber          | Donald C. Hume Ralph Nichols                 | Marian Horsley Betty Uber                | Donald C. Hume Betty Uber                  |
| 1933        | Willoughby Hamilton         | Olive Wilson        | Thomas Boyle James Rankin                    | Marian Horsley Olive Wilson              | James Rankin Mavis Hamilton                |
| 1934        | Raymond M. White            | Thelma Kingsbury    | Ian Maconachie Willoughby Hamilton           | Marian Horsley Betty Uber                | Donald C. Hume Betty Uber                  |
| 1935        | James Rankin                | R. J. Teague        | Ian Maconachie James Rankin                  | Marian Horsley Olive Wilson              | Ian Maconachie Marian Horsley              |
| 1936        | Ralph Nichols               | Thelma Kingsbury    | Ian Maconachie James Rankin                  | Marian Horsley Betty Uber                | Donald C. Hume Betty Uber                  |
| 1937        | James Rankin                | Elizabeth Anderson  | Ian Maconachie James Rankin                  | Mavis Macnaughton Norma Stoker           | James Rankin Olive Wilson                  |
| 1938        | Thomas Boyle                | Daphne Young        | Kenneth Wilson Alan Titherley                | Daphne Young Norma Stoker                | Thomas Boyle Olive Wilson                  |
| 1939        | A. S. Samuel                | Mavis Macnaughton   | Thomas Boyle James Rankin                    | Mavis Macnaughton Olive Wilson           | Thomas Boyle Olive Wilson                  |
| 1940 – 1946 | nicht ausgetragen           | nicht ausgetragen   | nicht ausgetragen                            | nicht ausgetragen                        | nicht ausgetragen                          |
| 1947        | Noel B. Radford             | Queenie Allen       | Thomas Boyle James Rankin                    | Queenie Allen Betty Uber                 | Ralph Nichols Bessie Shearlaw              |
| 1948        | Noel B. Radford             | Queenie Allen       | Noel B. Radford Frank Peard                  | Nora Conway Barbara Good                 | Tom Wingfield V. E. Duringer               |
| 1949        | Ong Poh Lim                 | Queenie Allen       | Ong Poh Lim Lim Kee Fong                     | Queenie Allen Betty Uber                 | Harold Marsland Queenie Allen              |
| 1950        | Frank Peard                 | Nancy Horner        | Frank Peard Jim FitzGibbon                   | Nora Conway B. Potter                    | James C. Mackay Nancy Horner               |
| 1951        | Eddy Choong                 | Elisabeth O’Beirne  | Harold Marsland Kenneth Greasley             | Elisabeth O’Beirne Amy Choong            | Eddy Choong Amy Choong                     |
| 1952        | Eddy Choong                 | Jean Lawless        | David Choong Eddy Choong                     | Jean Lawless Barbara Good                | Heah Hock Aun Joy Saunders                 |
| 1953        | Eddy Choong                 | Iris Cooley         | David Choong Eddy Choong                     | Iris Cooley June White                   | Eddy Choong June White                     |
| 1954        | Jeffrey Robson              | Heather Robson      | Frank Peard Jim FitzGibbon                   | Iris Cooley June White                   | Wilfred Robinson Nancy Horner              |
| 1955        | Tony Jordan                 | Iris Cooley         | Warwick Shute John Best                      | Iris Cooley June White                   | Tony Jordan June White                     |
| 1956        | James P. Doyle              | Mary O’Sullivan     | Alastair Russell Alistair McIntyre           | Marjory B. Forrester Maggie McIntosh     | R. Smyth Sheila Smyth                      |
| 1957        | Eddy Choong                 | Iris Rogers         | Eddy Choong Oon Chong Teik                   | Iris Rogers June Timperley               | Tony Jordan June Timperley                 |
| 1958        | Oon Chong Jin               | Yvonne Kelly        | Oon Chong Jin Oon Chong Teik                 | Catherine Dunglison Gladys Massie        | Mac Henderson Maggie McIntosh              |
| 1959        | Trevor Coates               | Heather Ward        | Tony Jordan Ronald Lockwood                  | Iris Rogers June Timperley               | Tony Jordan June Timperley                 |
| 1960        | Robert McCoig               | Mary O’Sullivan     | Robert McCoig Frank Shannon                  | Yvonne Kelly Mary O’Sullivan             | Robert McCoig Wilma Tyre                   |
| 1961        | Trevor Coates               | Ursula Smith        | Hugh Findlay Ronald Lockwood                 | Sue Peard Lena Rea                       | Tony Jordan June Timperley                 |
| 1962        | Charoen Wattanasin          | Ursula Smith        | Robert McCoig Frank Shannon                  | Yvonne Kelly Mary O’Sullivan             | Robert McCoig Wilma Tyre                   |
| 1963        | Colin Beacom                | Ursula Smith        | Tony Jordan Peter Waddell                    | Brenda Parr Jennifer Pritchard           | Kenneth Derrick Margaret Barrand           |
| 1964        | Robert McCoig               | Judy Hashman        | Robert McCoig Frank Shannon                  | Sue Peard Judy Hashman                   | Robert McCoig Judy Hashman                 |
| 1965        | Richard Purser              | Angela Bairstow     | Roger Mills David Horton                     | Ursula Smith Jennifer Pritchard          | John Havers Margaret Barrand               |
| 1966        | Lee Kin Tat                 | Mary Bryan          | Robert McCoig Mac Henderson                  | Yvonne Kelly Mary Bryan                  | Mac Henderson Catherine Dunglison          |
| 1967        | Alan Parsons                | Angela Bairstow     | Roger Mills David Horton                     | Margaret Boxall Sue Pound                | Roger Mills Iris Rogers                    |
| 1968        | Lee Kin Tat                 | Mary Bryan          | Ian Hume Jim McNeillage                      | Yvonne Kelly Mary Bryan                  | Robert McCoig Mary Thompson                |
| 1969        | Ray Sharp                   | Gillian Perrin      | David Eddy Roger Powell                      | Margaret Boxall Susan Whetnall           | Tony Jordan Susan Whetnall                 |
| 1970        | Robert McCoig               | Yvonne Kelly        | Robert McCoig Fraser Gow                     | Yvonne Kelly Sue Peard                   | Robert McCoig Helen Kelly                  |
| 1971        | Derek Talbot                | Margaret Beck       | Elliot Stuart Derek Talbot                   | Margaret Beck Julie Rickard              | Derek Talbot Gillian Gilks                 |
| 1972        | Colin Bell                  | Yvonne Kelly        | Adrian Bell Peter Moore                      | Yvonne Kelly Mary Bryan                  | John McCloy Mary Bryan                     |
| 1973        | Colin Bell                  | Barbara Beckett     | Adrian Bell Colin Bell                       | Barbara Beckett Lena McAleese            | Adrian Bell Barbara Beckett                |
| 1974        | Robert McCoig               | Deirdre Tyghe       | Jim Ansari John Britton                      | Barbara Lord Deirdre Tyghe               | Fraser Gow Christine Stewart               |
| 1975        | Rob Ridder                  | Joke van Beusekom   | William Kerr Kenneth Parsons                 | Marjan Luesken Joke van Beusekom         | Rob Ridder Marja Ridder                    |
| 1976        | Michael Wilks               | Barbara Beckett     | Peter Bullivant Michael Wilks                | Yvonne Kelly Barbara Beckett             | John Scott Barbara Beckett                 |
| 1977        | Tim Goode                   | Pamela Hamilton     | Tim Goode Duncan Bridge                      | Mary Dinan Wendy Orr                     | John Scott Pamela Hamilton                 |
| 1978        | Richard Purser              | Dorothy Cunningham  | Richard Purser Bryan Purser                  | Christine Stewart Anne Johnstone         | Billy Gilliland Joanna Flockhart           |
| 1979        | Brian Wallwork              | Sally Leadbeater    | Duncan Bridge Ray Rofe                       | Kathleen Redhead Diane Simpson           | Duncan Bridge Kathleen Redhead             |
| 1980        | Dan Travers                 | Else Thoresen       | Dan Travers Gordon Hamilton                  | Christine Heatly Joy Reid                | Frazer Evans Diane Underwood               |
| 1981        | Andy Goode                  | Helen Troke         | Gary Scott Andy Goode                        | Jill Pringle Mary Leeves                 | Rob Ridder Marjan Ridder                   |
| 1982        | Michal Malý                 | Pamela Hamilton     | Billy Gilliland Dan Travers                  | Pamela Hamilton Alison Fulton            | Billy Gilliland Christine Heatly           |
| 1983        | Joe Ford                    | Pamela Hamilton     | Billy Gilliland Dan Travers                  | Fiona Elliott Jill Pringle               | Billy Gilliland Christine Heatly           |
| 1984        | Kevin Jolly                 | Sally Podger        | Dipak Tailor Chris Dobson                    | Sally Podger Barbara Sutton              | Billy Gilliland Christine Heatly           |
| 1985        | Kevin Jolly                 | Fiona Elliott       | Billy Gilliland Dan Travers                  | Fiona Elliott Alison Fisher              | Billy Gilliland Elinor Allen               |
| 1986        | Alex White                  | Alison Fisher       | Alex White Dan Travers                       | Alison Fisher Caroline Gay               | Dan Travers Morag McKay                    |
| 1987        | Alex White                  | Sara Halsall        | Alex White Iain Pringle                      | Karen Beckman Sara Halsall               | Mike Tredgett Karen Beckman                |
| 1988        | Alex White                  | Anne Gibson         | Alex White Iain Pringle                      | Bożena Haracz Bożena Siemieniec          | Nick Ponting Julie Munday                  |
| 1989        | Anthony Gallagher           | Suzanne Louis-Lane  | Dan Travers Kenny Middlemiss                 | Jennifer Allen Elinor Allen              | Miles Johnson Suzanne Louis-Lane           |
| 1990        | Iain Sydie                  | Charlotta Wihlborg  | Stephan Kuhl Kai Mitteldorf                  | Charlotta Wihlborg Margit Borg           | Paul Holden Alison Fisher                  |
| 1990        | Andrei Antropow             | Irina Serova        | Mike Brown Chris Hunt                        | Katrin Schmidt Kerstin Ubben             | Michael Keck Irina Serova                  |
| 1991        | Jeroen van Dijk             | Fiona Smith         | Nick Ponting Dave Wright                     | Alison Humby Joanne Wright               | Nick Ponting Joanne Wright                 |
| 1992        | Chris Bruil                 | Marina Andrievskaia | Andrei Antropow Nikolai Sujew                | Marina Andrijewskaja Marina Jakuschewa   | Lars Pedersen Anne Mette Bille             |
| 1993        | Darren Hall                 | Joanne Muggeridge   | Simon Archer Julian Robertson                | Nichola Beck Joanne Davies               | Simon Archer Joanne Davies                 |
| 1994        | Rikard Magnusson            | Margit Borg         | Jan Jørgensen Peder Nissen                   | Rikke Olsen Helene Kirkegaard            | Kenny Middlemiss Elinor Allen              |
| 1995        | Rikard Magnusson            | Doris Piché         | Jim Laugesen Thomas Stavngaard               | Majken Vange Pernille Harder             | Julian Robertson Lorraine Cole             |
| 1996        | Kenneth Jonassen            | Pernille Harder     | Lee Sung-yuan Yang Shih-jeng                 | Tanja Berg Mette Pedersen                | Jesper Larsen Majken Vange                 |
| 1997        | Darren Hall                 | Karolina Ericsson   | James Anderson Ian Sullivan                  | Pernille Harder Mette Schjoldager        | Nathan Robertson Joanne Wright             |
| 1998        | Darren Hall                 | Justine Willmott    | Mihail Popov Svetoslav Stoyanov              | Joanne Wright Gail Emms                  | Ruud Kuijten Manon Albinus                 |
| 1999        | Peter Knowles               | Miho Tanaka         | Graham Hurrell James Anderson                | Hiromi Yamada Naomi Murakami             | Anthony Clark Lorraine Cole                |
| 2000        | Michael Edge                | Gao Yuan            | Alastair Gatt Craig Robertson                | Emma Chaffin Sarah Hardaker              | Russell Hogg Kirsteen McEwan               |
| 2001        | Mark Constable              | Kara Solmundson     | Stephen Foster Robert Blair                  | Helle Nielsen Lene Mørk Christiansen     | Robert Blair Natalie Munt                  |
| 2002        | Kenneth Jonassen            | Karina de Wit       | Robert Blair Ian Palethorpe                  | Ella Tripp Joanne Wright                 | Peter Jeffrey Suzanne Rayappan             |
| 2003        | Kenneth Jonassen            | Tine Rasmussen      | Svetoslav Stoyanov Vincent Laigle            | Nicole Grether Juliane Schenk            | Simon Archer Donna Kellogg                 |
| 2004        | Joachim Persson             | Petya Nedelcheva    | Ruben Gordown Khosadalina Aji Basuki Sindoro | Pernille Harder Helle Nielsen            | Ruben Gordown Khosadalina Kelly Matthews   |
| 2005        | Chetan Anand                | Ella Karachkova     | Mihail Popov Svetoslav Stoyanov              | Jenny Wallwork Sarah Bok                 | Roman Spitko Carina Mette                  |
| 2006        | Jens-Kristian Leth          | Sara Persson        | Thomas Tesche Jochen Cassel                  | Emma Mason Imogen Bankier                | Wouter Claes Nathalie Descamps             |
| 2007        | Peter Mikkelsen             | Elizabeth Cann      | Khan Bob Malaythong Howard Bach              | Bing Huang Chloe Magee                   | Howard Bach Eva Lee                        |
| 2008        | Rajiv Ouseph                | Zhang Xi            | Richard Eidestedt Andrew Ellis               | Helle Nielsen Marie Røpke                | Jacob Chemnitz Marie Røpke                 |
| 2009        | Henri Hurskainen            | Carolina Marín      | Mads Conrad-Petersen Mads Pieler Kolding     | Mariana Agathangelou Heather Olver       | Mikkel Delbo Larsen Mie Schjøtt-Kristensen |
| 2010        | Hans-Kristian Vittinghus    | Susan Egelstaff     | Chris Adcock Andrew Ellis                    | Maria Helsbøl Anne Skelbæk               | Chris Adcock Imogen Bankier                |
| 2011        | Rajiv Ouseph                | Pai Hsiao-ma        | Adam Cwalina Michał Łogosz                   | Ng Hui Ern Ng Hui Lin                    | Marcus Ellis Heather Olver                 |
| 2012        | Scott Evans                 | Line Kjærsfeldt     | Jacco Arends Jelle Maas                      | Samantha Barning Eefje Muskens           | Jorrit de Ruiter Samantha Barning          |
| 2013        | Misbun Ramdan Mohmed Misbun | Zhang Beiwen        | Adam Cwalina Przemysław Wacha                | Eefje Muskens Selena Piek                | Jacco Arends Selena Piek                   |
| 2014        | Ng Ka Long                  | Beatriz Corrales    | Adam Cwalina Przemysław Wacha                | Emelie Fabbeke Lena Grebak               | Niclas Nøhr Sara Thygesen                  |
| 2015        | Anders Antonsen             | Olga Konon          | Raphael Beck Peter Käsbauer                  | Gabriela Stoeva Stefani Stoeva           | Mathias Christiansen Lena Grebak           |
| 2016        | Fabian Roth                 | Line Kjærsfeldt     | Jones Ralfy Jansen Josche Zurwonne           | Émilie Lefel Anne Tran                   | Mathias Christiansen Sara Thygesen         |
| 2017        | Alexander Roovers           | Anna Thea Madsen    | Alexander Dunn Adam Hall                     | Émilie Lefel Anne Tran                   | Gregory Mairs Jenny Moore                  |
| 2018        | Léo Rossi                   | An Se-young         | Choi Sol-gyu Seo Seung-jae                   | Emily Westwood Yang Li Lian              | Sam Magee Chloe Magee                      |
| 2019        | Toma Junior Popov           | Qi Xuefei           | Jones Ralfy Jansen Peter Käsbauer            | Amalie Magelund Freja Ravn               | Mathias Christiansen Alexandra Bøje        |
| 2020        | nicht ausgetragen           | nicht ausgetragen   | nicht ausgetragen                            | nicht ausgetragen                        | nicht ausgetragen                          |
| 2021        | Yeoh Seng Zoe               | Hsu Wen-chi         | Man Wei Chong Tee Kai Wun                    | Debora Jille Cheryl Seinen               | Robin Tabeling Selena Piek                 |
| 2022        | Magnus Johannesen           | Riko Gunji          | Ayato Endo Yuta Takei                        | Chang Ching-hui Yang Ching-tun           | Gregory Mairs Jenny Moore                  |
| 2023        | Nhat Nguyen                 | Yang Yu-chi         | Christopher Grimley Matthew Grimley          | Maiken Fruergaard Sara Thygesen          | Terry Hee Tan Wei Han                      |
| 2024        | Nhat Nguyen                 | Sakura Masuki       | William Kryger Boe Christian Faust Kjær      | Natasja P. Anthonisen Maiken Fruergaard  | Callum Hemming Estelle van Leeuwen         |